# TMEM70
TMEM70 (англ. Transmembrane protein 70) – білок, який кодується однойменним геном, розташованим у людей на 8-й хромосомі. Довжина поліпептидного ланцюга білка становить 260 амінокислот, а молекулярна маса — 28 969.
| 10         |  | 20         |  | 30         |  | 40         |  | 50         |
| ---------- |  | ---------- |  | ---------- |  | ---------- |  | ---------- |
| MLFLALGSPW |  | AVELPLCGRR |  | TALCAAAALR |  | GPRASVSRAS |  | SSSGPSGPVA |
| GWSTGPSGAA |  | RLLRRPGRAQ |  | IPVYWEGYVR |  | FLNTPSDKSE |  | DGRLIYTGNM |
| ARAVFGVKCF |  | SYSTSLIGLT |  | FLPYIFTQNN |  | AISESVPLPI |  | QIIFYGIMGS |
| FTVITPVLLH |  | FITKGYVIRL |  | YHEATTDTYK |  | AITYNAMLAE |  | TSTVFHQNDV |
| KIPDAKHVFT |  | TFYAKTKSLL |  | VNPVLFPNRE |  | DYIHLMGYDK |  | EEFILYMEET |
| SEEKRHKDDK |  |            |  |            |  |            |  |            |

A: Аланін

C: Цистеїн

D: Аспарагінова кислота

E: Глутамінова кислота

F: Фенілаланін

G: Гліцин

H: Гістидин

I: Ізолейцин

K: Лізин

L: Лейцин

M: Метіонін

N: Аспарагін

P: Пролін

Q: Глутамін

R: Аргінін

S: Серин

T: Треонін

V: Валін

W: Триптофан

Задіяний у такому біологічному процесі, як альтернативний сплайсинг. 
Локалізований у мембрані, мітохондрії, внутрішній мембрані мітохондрії.